# 一輪の花 (吉岡亜衣加の曲)
「一輪の花」は、吉岡亜衣加の9枚目のシングル。2011年12月28日にティームエンタテインメントから発売された。

## 概要
カップリング曲「星標」はニンテンドー3DS用ソフト『薄桜鬼 3D』のオープニングテーマ、「三日月に花」は同ゲームのエンディングテーマとして使用された。今作では自身のシングルとしては初となる表題曲のプロモーションビデオが収録されたDVDが初回限定盤に封入された。これまでの作品では仮メロで作曲する場合が多かったため、歌い回しを研究したりした。

## 収録曲
1. 一輪の花 [4:05]
作詞：Yumiyo、作曲：谷本貴義、編曲：太田美知彦
吉岡曰く「愛する人を一輪の花と例えた歌詞」になっており、吉岡自身「涙の雨よ嵐の夜あなたを護ってください」では特に力を入れており、PVでこの箇所は祈っているイメージで表現されている[1]。
2. 星標 [3:53]
作詞：上園彩結音、作曲：谷本貴義、編曲：谷本貴義
夜空に輝く星を人の命に、沢山の星を結んだ星座を人の絆や縁に例えた楽曲[1]。
  - ニンテンドー3DS用ソフト『薄桜鬼 3D』オープニングテーマ
3. 三日月に花 [4:07]
作詞：吉岡亜衣加、作曲：吉岡亜衣加、編曲：戸田章世
  - ニンテンドー3DS用ソフト『薄桜鬼 3D』エンディングテーマ

吉岡曰く「一人でたたずんで歌っているような情景を浮かべて作った曲。」
サビでは愛しい想いが溢れるように歌っているという。
4. 一輪の花（instrumental）
5. 星標（instrumental）
6. 三日月に花（instrumental）

DVD（初回限定盤のみ）
1. 一輪の花（ミュージッククリップフルver.）
2. 星標（「薄桜鬼 3D」オープニングムービー）